# Abdul Rashid (1947–2020)
Abdul Rashid (ur. 3 marca 1947 w Bannu, zm. 4 listopada 2020 w Islamabadzie) – pakistański hokeista na trawie, trzykrotny medalista olimpijski. Młodszy brat Abdula Hamida, również hokeisty.
Występował na pozycji napastnika. Brał udział w trzech igrzyskach olimpijskich (IO 68, IO 72, IO 1976), zdobywając odpowiednio: złoty, srebrny i brązowy medal. Wystąpił łącznie w 21 olimpijskich spotkaniach, zdobywając 16 bramek.
W latach 1968–1976 rozegrał w drużynie narodowej 89 spotkań, strzelając 96 bramek. Zdobył dwa złote medale igrzysk azjatyckich (1970, 1974).